# Bélesta (Ariège)
Bélesta è un comune francese di 1 151 abitanti situato nel dipartimento dell'Ariège nella regione dell'Occitania. Il suo territorio comunale è attraversato dall'Hers-Vif, l'affluente più importante dell'Ariège. 

## Società

### Evoluzione demografica
Abitanti censiti